# Balocha toesa
Balocha toesa är en insektsart som beskrevs av Webb 1983. Balocha toesa ingår i släktet Balocha och familjen dvärgstritar. Inga underarter finns listade i Catalogue of Life.